# Duomo di Barcellona Pozzo di Gotto
La chiesa di Santa Maria Assunta o duomo di Santa Maria Assunta è ubicata nella stessa area ove sorgeva il duomo antico di Santa Maria Assunta, nel cuore dell'antica Pozzo di Gotto. Appartenente all'arcidiocesi di Messina-Lipari-Santa Lucia del Mela, arcipretura di Barcellona Pozzo di Gotto sotto il patrocinio di san Sebastiano,, parrocchia di Santa Maria Assunta. L'attuale parroco è Mons. Santo Colosi, dal 2011. 

## Storia

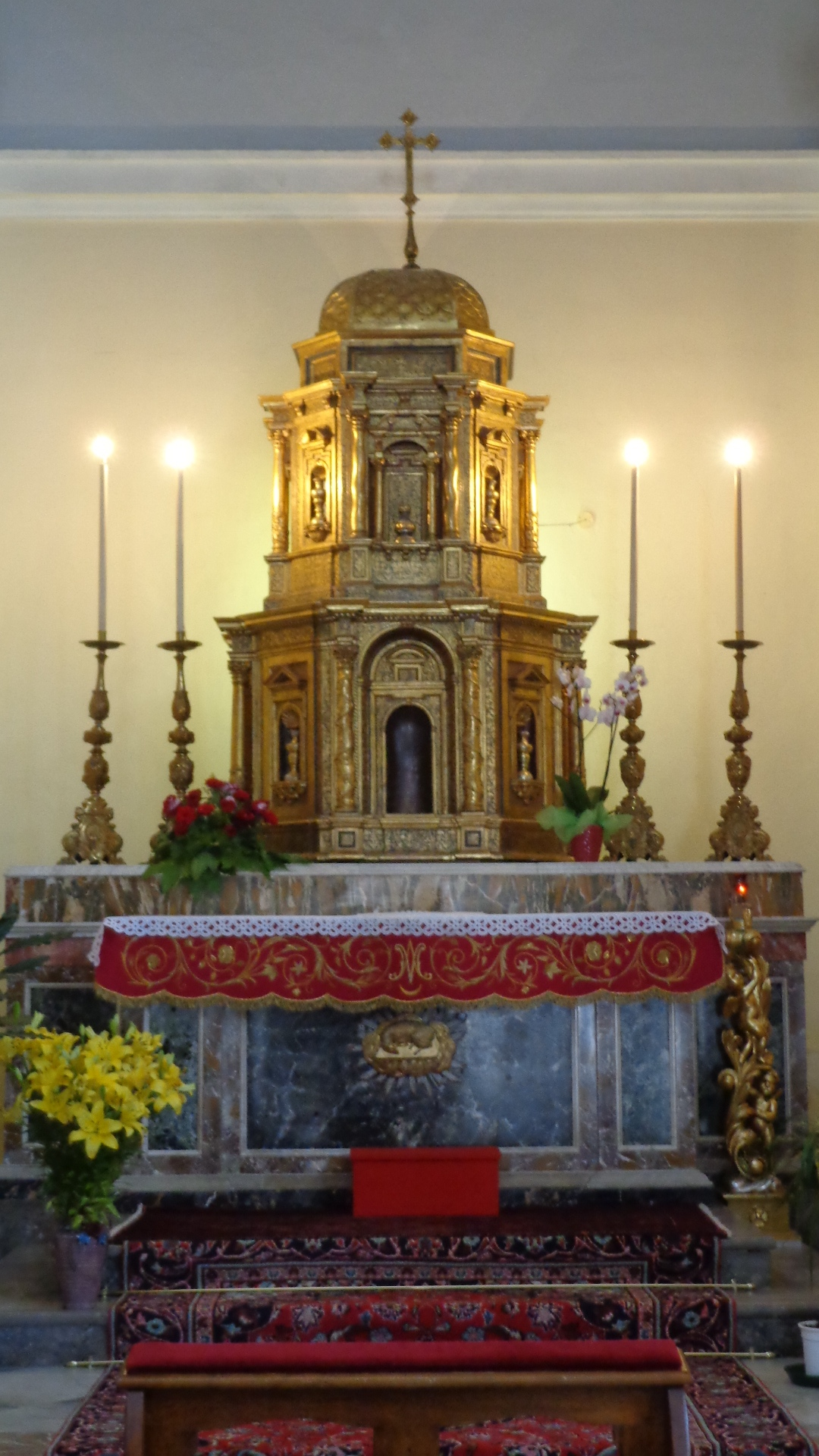
Altare del Santissimo Sacramento.

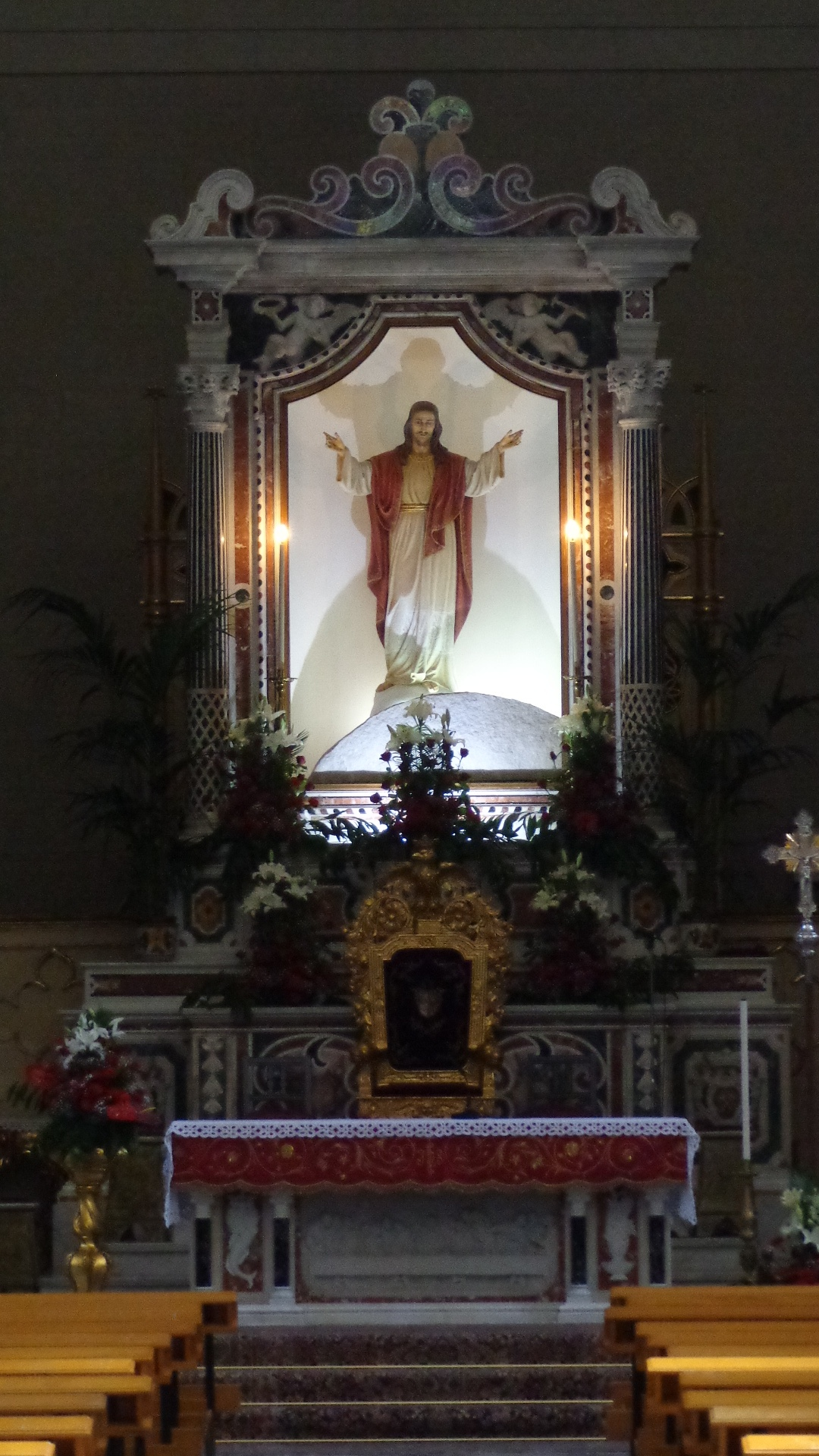
Altare maggiore.

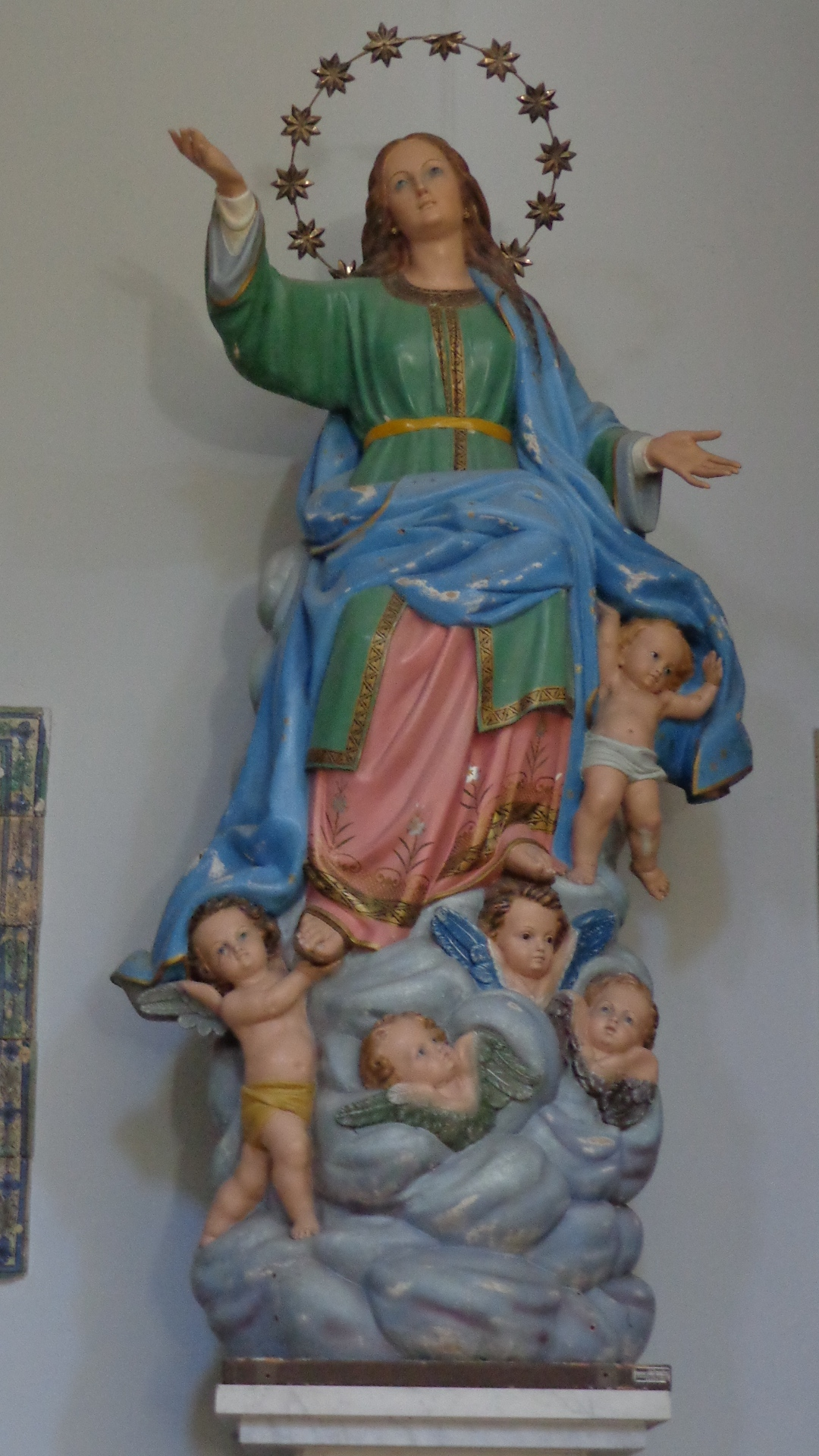
Statua di Santa Maria Assunta.

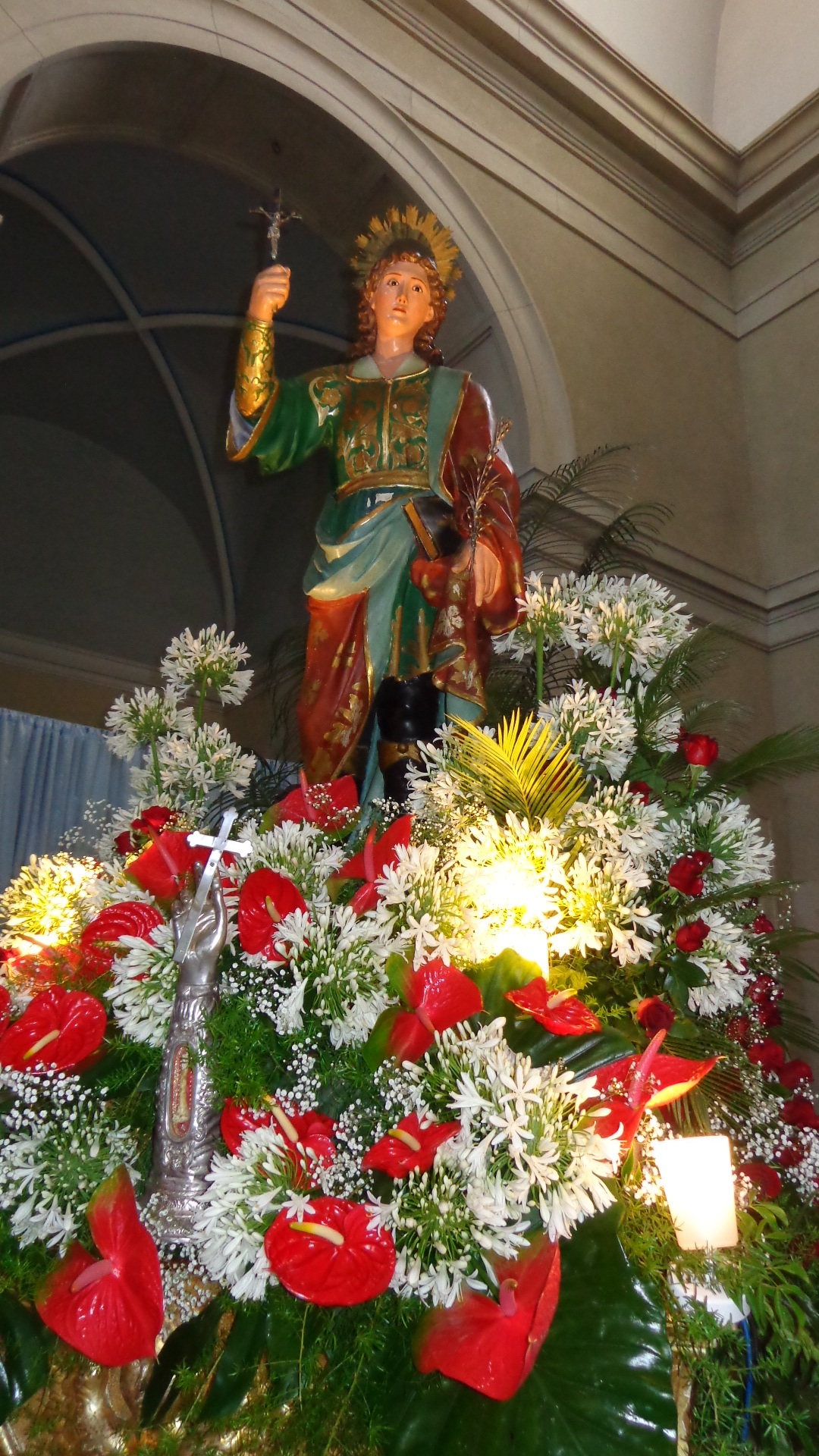
Simulacro di San Vito.

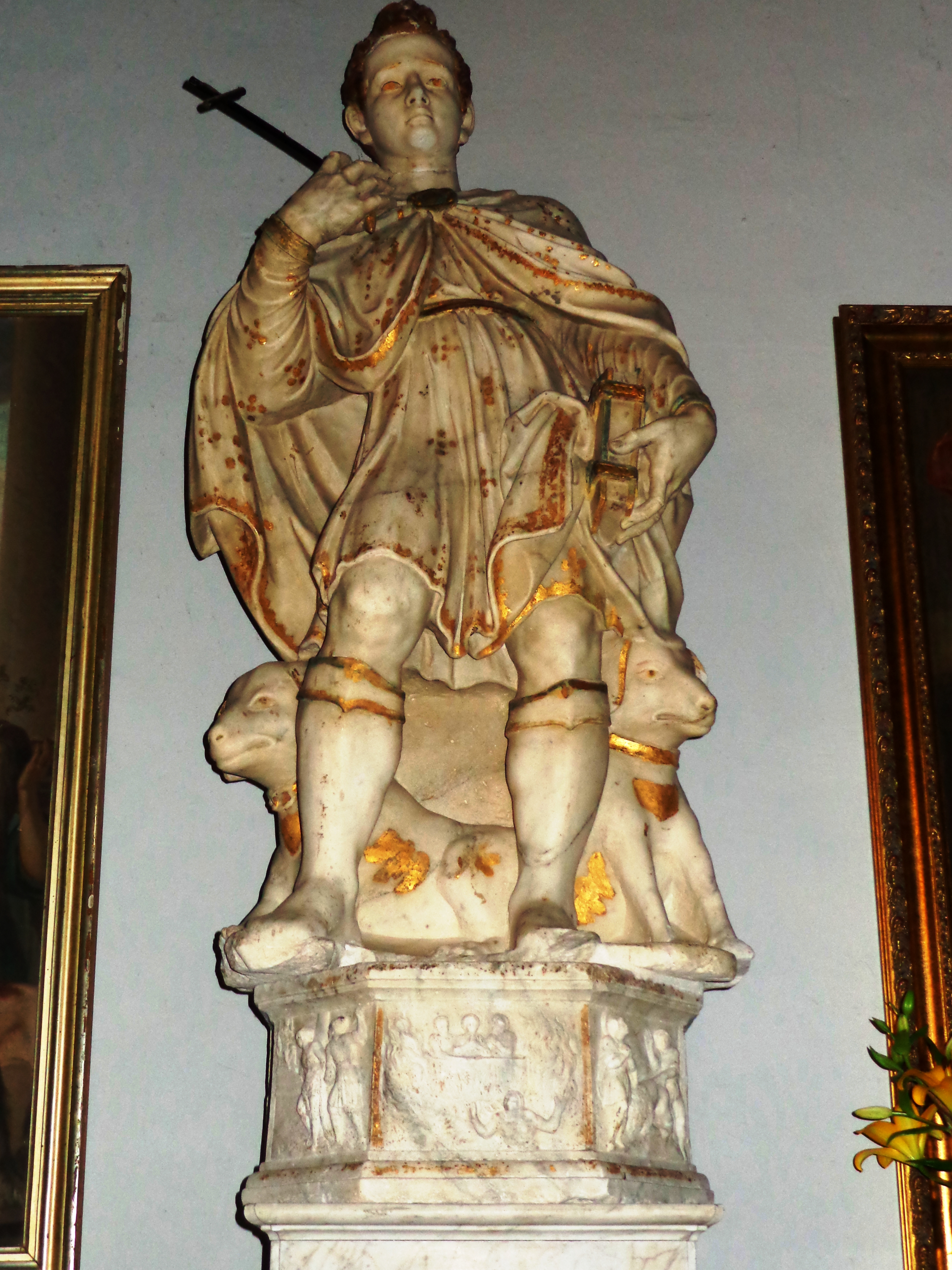
Statua di san Vito.

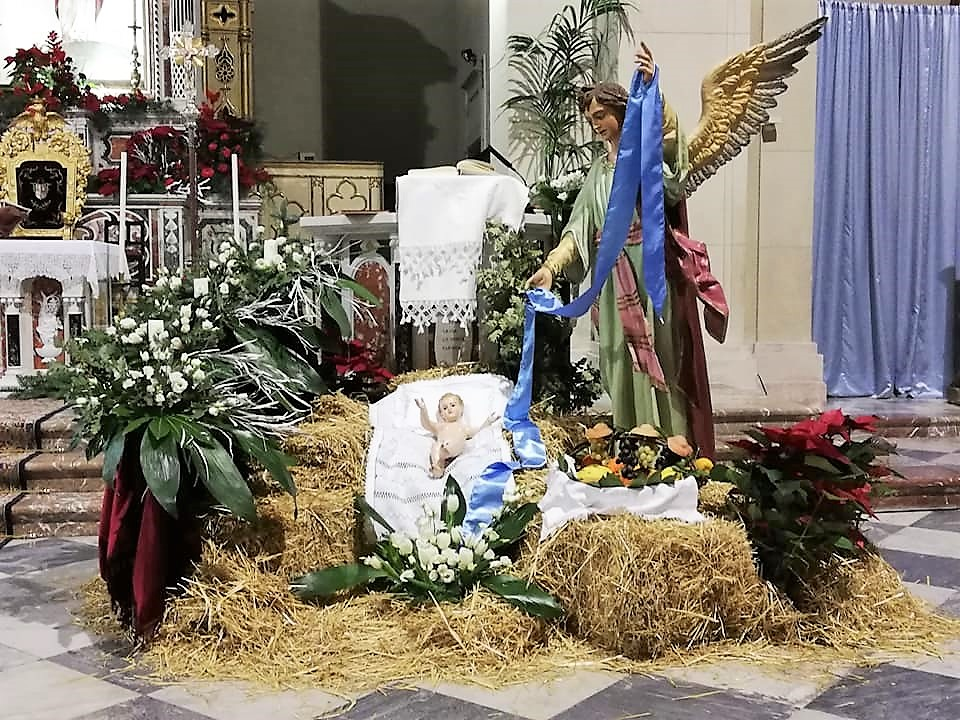
Natività 2018.

### Epoca spagnola
La chiesa è fondata nel 1620 per opera di Matteo Valveri parroco della chiesa di San Vito sotto il mandato dell'arcivescovo Andrea Mastrillo, la costruzione e l'ultimazione si protraggono fino al 1646.
Nel 1639 e negli anni immediatamente precedenti Don Antonio Sanginisi fu sostenitore della separazione da Milazzo, luogotenente - viceré di Sicilia e presidente del Regno cardinale Giannettino Doria. Re Filippo IV di Spagna o Filippo III di Sicilia.
La costruzione fu distrutta dal sisma noto come terremoto della Calabria meridionale del 1783.

### Epoca unitaria
Riedificata sulla stessa area nel 1859, completata nel 1863. Nello stesso anno assume titolo di matrice di Pozzo di Gotto, tolto alla limitrofe chiesa di San Vito. Il terremoto di Messina del 1908 provoca danni gravi al punto da rendere necessario l'abbattimento e la conseguente ricostruzione nella forma attuale completata nel 1938.

## Interno
L'impianto ecclesiale è a croce latina con ampia navata centrale con volta a botte. Lungo le navate laterali a cinque arcate ciascuna, sono disposti sei altari minori e due ingressi laterali. Lo spazio interno è articolato in tre navate per mezzo di robusti pilastri sui quali si aprono grandi archi a tutto sesto.
Entrambe le parti esterne delle navate laterali dell'edificio sono costituite da teorie di sei vani ciascuna tra loro non comunicanti che non costituiscono cappelle propriamente dette e non presentano altari o opere murarie addossate alle pareti. In ogni ambiente sono presenti frammenti di fregi marmorei ornamentali, volute, capitelli, mensole intarsiate, spezzoni di colonne, basamenti verosimilmente scampati ai rovinosi terremoti e sapientemente recuperati.

### Navata destra lato sud
- Controfacciata interna destra: San Liberante, dipinto su tela, opera di Michele Panebianco realizzata nel 1861.
- Prima campata: sulla parete è collocata la Sacra Famiglia con San Giovannino, olio su tela di Domenico Guargena o frate Feliciano da Messina detto il «Raffaello dei Cappuccini» del 1666. Accostata al pilastro della campata è presente un'acquasantiera, manufatto marmoreo del XVII secolo.
- Seconda campata: il vano è attualmente occupato dalla vara della Crocifissione. Gruppo scultoreo in legno di cipresso, opera di Giuseppe Rossitto del 1870, raffigurante la Crocifissione di Gesù. Ai piedi del Crocifisso dei putti reggono i simboli della Passione, intorno le figure Maria, Maria Maddalena e l'apostolo Giovanni destinatario dell'investitura da parte di Gesù. Il gruppo è frutto dell'assemblaggio di manufatti cronologicamente diversi tra loro. Le figure in cartapesta ai piedi della croce sono in realtà aggiunte postume operate da Giuseppe Emma di San Cataldo nel 1978 e già sottoposte a un primo intervento di restauro per il valente impegno di Nino Bauro e Vito Arrico nel 2003. L'opera patrocinata dalla Confraternita del Santissimo Sacramento è processionata durante i riti penitenziali della Sumana Santa.
- Terzo campata: Altare dedicato a San Liberale (?). Sul piedistallo centrale domina la statua di San Liberale (?). Alla destra è presente un dipinto raffigurante San Leonardo ritratto con catene e un Abbraccio a Gesù riproduzione di celebre capolavoro, a sinistra è collocato il Battesimo nel fiume Giordano di Salvatore Ferro. Sulla parete sinistra è esposto un dipinto su tela raffigurante San Luigi Gonzaga.
- Quarta campata: Ingresso lato sud.
- Quinta campata: altare dedicato alla Madonna Assunta. Sul piedistallo centrale è posta l'effige della Madonna Assunta collocata in origine sull'altare maggiore, ai piedi l'«Angelo» del gruppo scultoreo I Simboli della Passione, proveniente dall'unico carro allegorico dell'intera manifestazione delle varette della Sumana Santa che non identifica alcuna delle stazioni della via Crucis se non idealmente il Golgota con la Croce. Raffigura il grandioso «Mistero della Vita» e della Risurrezione attraverso la rappresentazione degli strumenti del martirio. Sulla parete sono incastonate due maioliche in piastrelle raffiguranti la Madonna, una terza terracotta invetriata in altorilievo è presente sulla parete sinistra e un quadro raffigurante Sante, sulla parete destra è presente ancora una riproduzione della Salita al Calvario.
- Sesta campata: Confessionale.

### Navata sinistra lato nord
- Controfacciata interna sinistra: Incoronazione della Vergine, dipinto su tela di Salvatore Ferro del 1859.
- Prima campata: sul pavimento è appoggiata una campana scampata al terremoto, alla parete campeggia il quadro raffigurante Santa Lucia vergine e martire tra figure di santo in abiti vescovili, martire e putti con simboli del martirio.
- Seconda campata: Altare dedicato a Sant'Antonio da Padova. Alla parete dipinto di Sant'Antonio da Padova e statua omonima su mensola. In posizione avanzata sono presenti piedistalli con le statue di San Pietro e San Paolo Apostoli. Alla parete destra è collocato il dipinto di San Luigi Gonzaga (?), alla parete sinistra il dipinto Salita al Calvario.
- Terza campata: Altare dedicato a Santa Rita. Statua di Santa Rita da Cascia su mensola. Gruppo statuario di Santo benefattore. Alla parete destra è esposto il dipinto Caduta sul Calvario, alla parete sinistra il dipinto Andata al Calvario.
- Quarta campata: Ingresso lato nord.
- Quinta campata: Altare dedicato a San Vito. Sulla mensola è collocata la statua marmorea di San Vito martire, opera della corrente manieristica messinese bottega di Rinaldo Bonanno della seconda metà del XVI secolo. Manufatto proveniente dal duomo antico di San Vito. È altresì presente un dipinto di San Vito martire. Alla parete destra è collocato il dipinto della Crocifissione, alla parete sinistra il dipinto raffigurante San Pio da Pietrelcina.
- Sesta campata: Confessionale. A destra il dipinto raffigurante il Sacro Cuore di Gesù, attribuito a Michele Panebianco. A sinistra il dipinto Sacro Cuore di Maria.

### Transetto
- Absidiola sinistra: Cappella del Santissimo Sacramento. Altare del Santissimo Sacramento caratterizzato da Ciborio ligneo con dorature in oro zecchino del XVII secolo, manufatto proveniente dalla chiesa di San Vito.
- ?, San Vito, dipinto di Salvatore Ferro. Transetto parete nord.
- ?, Beato Antonio Franco, dipinto raffigurante il prelato di Santa Lucia del Mela. Transetto parete sud.
- 1869, Madonna del Rosario, opera di Placido Lucà Trombetta (Messina, 25 novembre 1828, ?). Transetto controparete navata sinistra.
- XVI secolo, Salvatore Benedicente, dipinto.
- ?, Anime Purganti, dipinto opera di Salvatore Ferro.

## La Confraternita
La chiesa era sede dell'antica Confraternita di San Filippo d'Agira, sodalizio fondato approssimativamente nel 1620, attestato presso la cappella dedicata a san Filippo d'Agira.

## A Tila
È costume in molte chiese di Sicilia, addobbare con drappeggi colorati di forte impatto scenografico le pareti e i luoghi ove si officiano le sacre funzioni durante le solennità dell'anno liturgico, le feste del Santo cui l'edificio è dedicato. Per i riti della Settimana santa è usanza celare l'altare con panneggi che richiamano e manifestano il lutto della chiesa e dell'intera comunità religiosa, felice preludio alla rinascita, alla gloriosa risurrezione. Veli bianchi, grigi, neri proliferano un po' dappertutto, sete, rasi viola e purpurei ricoprono altari e nascondono croci, costituendo talvolta veri e propri sipari. Lo scopo di occultare i simboli è effettuato affinché, attraverso le pratiche penitenziali della Quaresima, avvenga la riconciliazione.
- "Â calata 'a Tila", rito che prevedeva l'improvviso disvelamento del presbiterio durante la veglia della notte di Pasqua al pronunciamento del Gloria, per rappresentare e mostrare in modo figurato il Cristo Risorto. Nella fattispecie, la tela quaresimale è costituita da un ampio drappo viola appeso sotto l'arco absidale fatto cadere fra il rumoroso stridio delle carrucole per simulare l'effetto dell'apertura dirompente e improvvisa del sepolcro. È un rito comune in molte parrocchie delle diocesi siciliane, desueto e recentemente in fase di voluto ripristino. La Velatio o l'esposizione delle Tele della Passione o velum quadragesimale o velo quaresimale o Panni della fame, dal tedesco Hungertuch o Fastentuch, è una consuetudine tedesca tipica del IX secolo legata alla penitenza quaresimale, la cui introduzione in Sicilia è riconducibile all'opera dei missionari dell'Ordine teutonico giunti a Palermo e Messina grazie al volere, all'appoggio e considerazione del Gran Conte Ruggero, avvenuta dopo la rinconquista Normanna della Sicilia. A Palermo, presso la chiesa di San Domenico dell'Ordine domenicano, in strettissima relazione con l'Ordine teutonico, è possibile ammirare durante il tempo quaresimale, una monumentale tela della Passione tra le più grandiose in Italia e Europa. .

## Feste religiose
- ?,[3] Riti penitenziali e processionali della Sumana Santa. Il tempio è stazione di partenza e d'arrivo - previo assembramento sul sagrato delle sezioni provenienti dalle varie chiese - dei riti processionali del Venerdì Santo dell'arcipretura di Pozzo di Gotto, evento inserito nei riti pasquali della Sumana Santa.
- 15 giugno, San Vito Martire.[4] Le celebrazioni e i riti processionali si aprono presso questo luogo di culto e si concludono nell'Oratorio delle Anime Purganti adiacente al primitivo duomo di San Vito.

## Giurisdizione parrocchiale
- Chiesa di Gesù e Maria
- Chiesa di San Francesco d'Assisi sotto il titolo dell'Immacolata Concezione o Cappuccini
- Santuario della Madonna del Carmine
- Oratorio Salesiano «San Michele Arcangelo»

## Galleria d'immagini

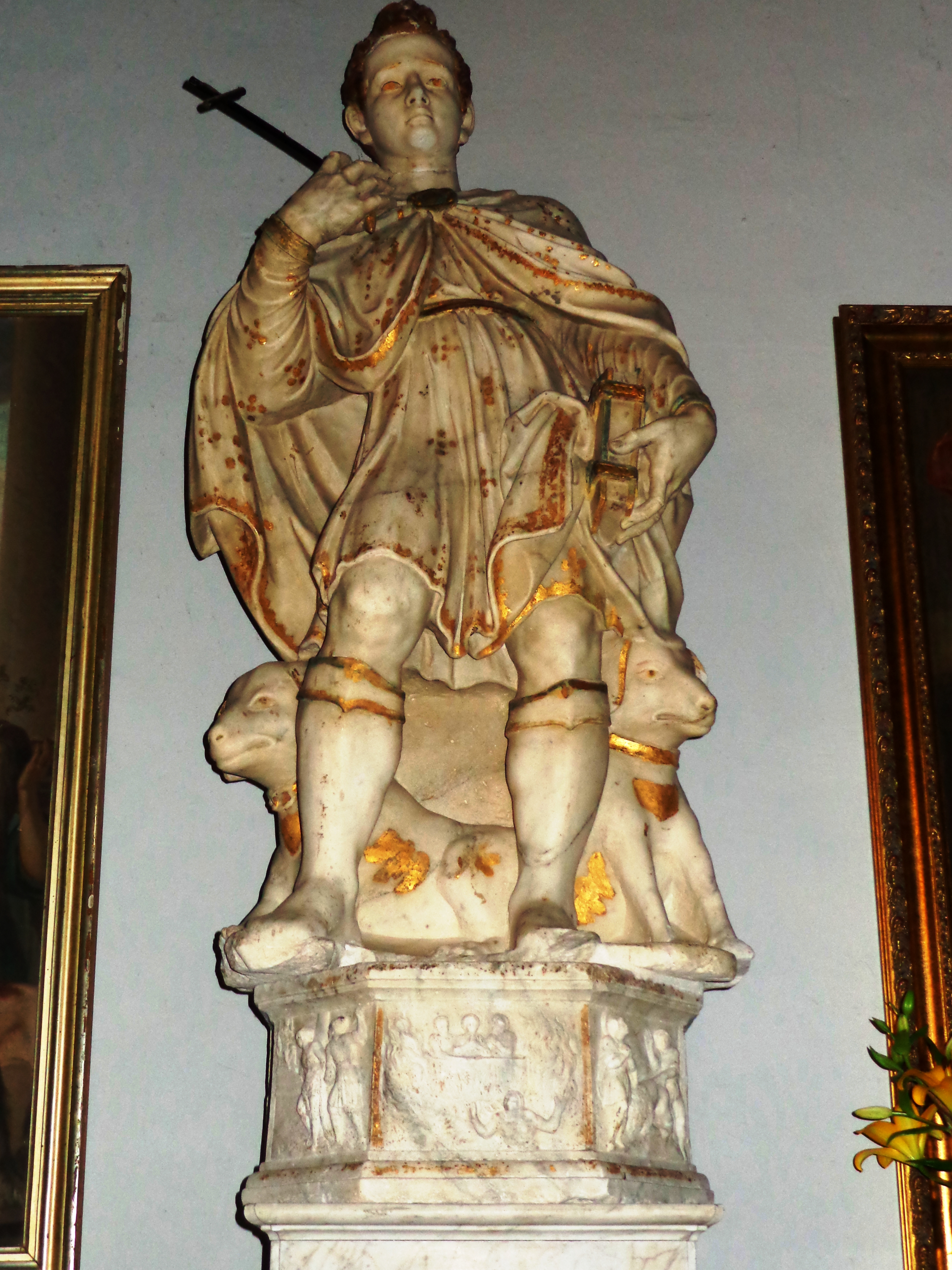
Statua di san Vito
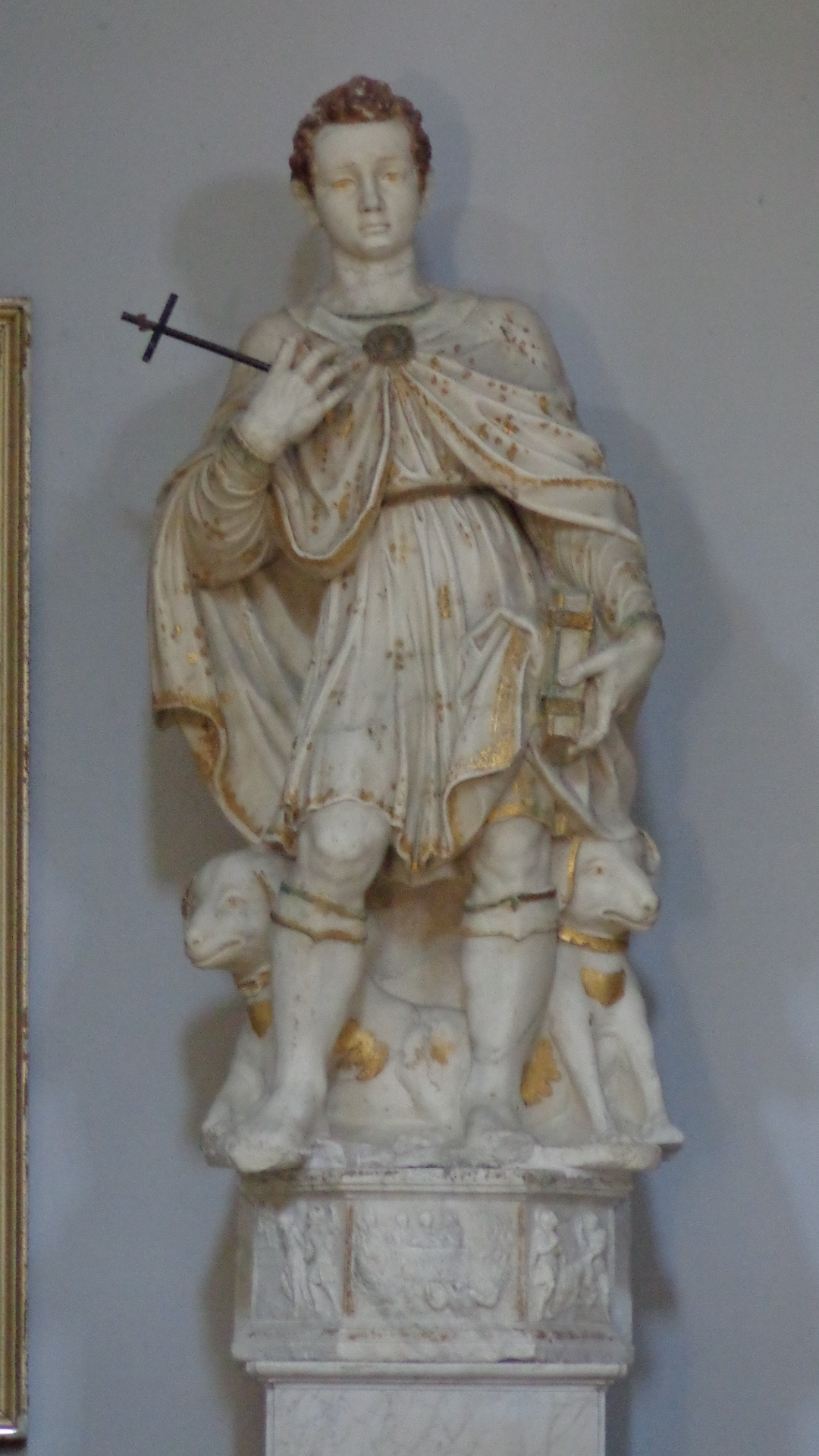
Statua Marmorea San Vito Martire
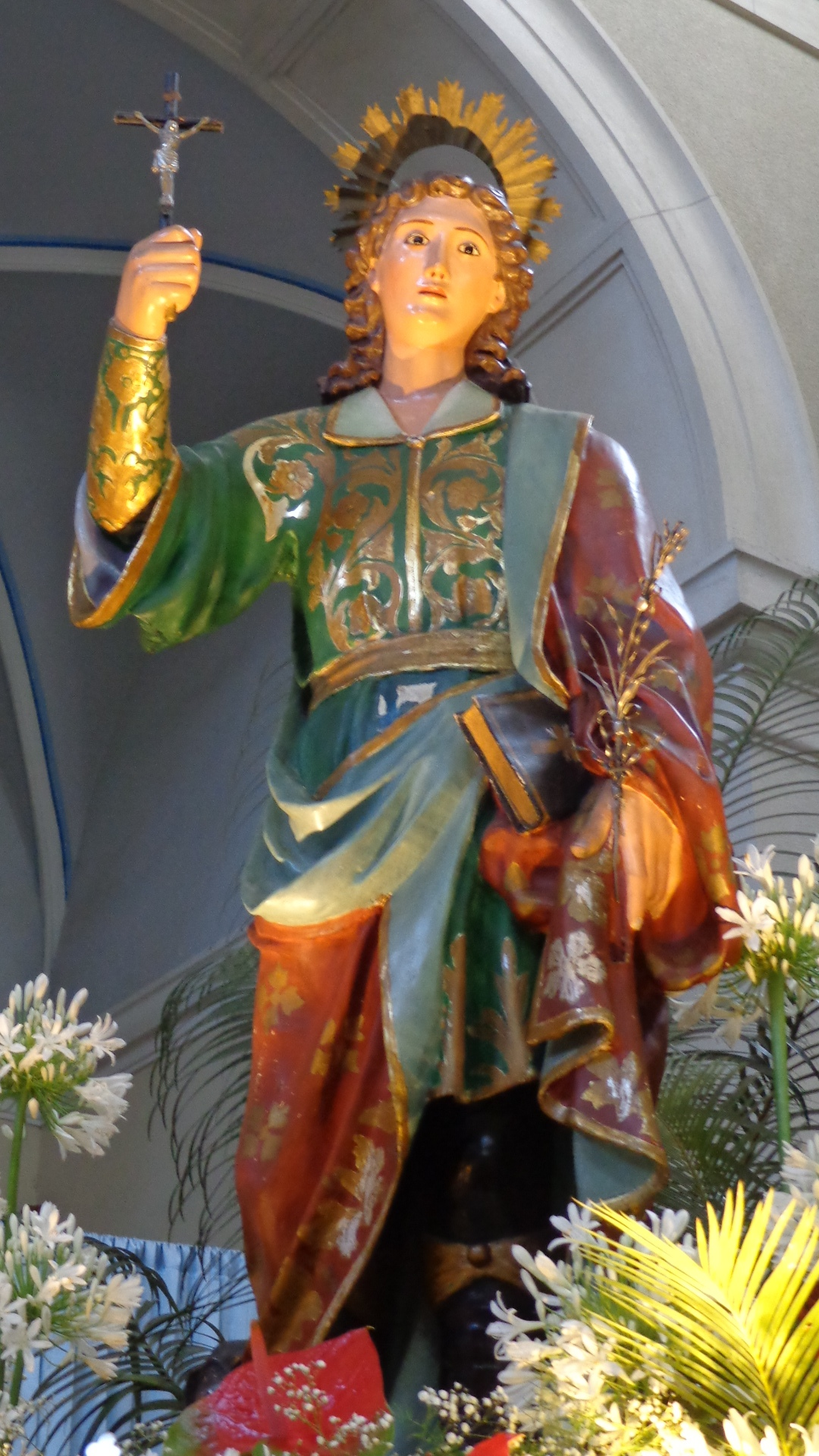
Simulacro di San Vito, dettaglio statua
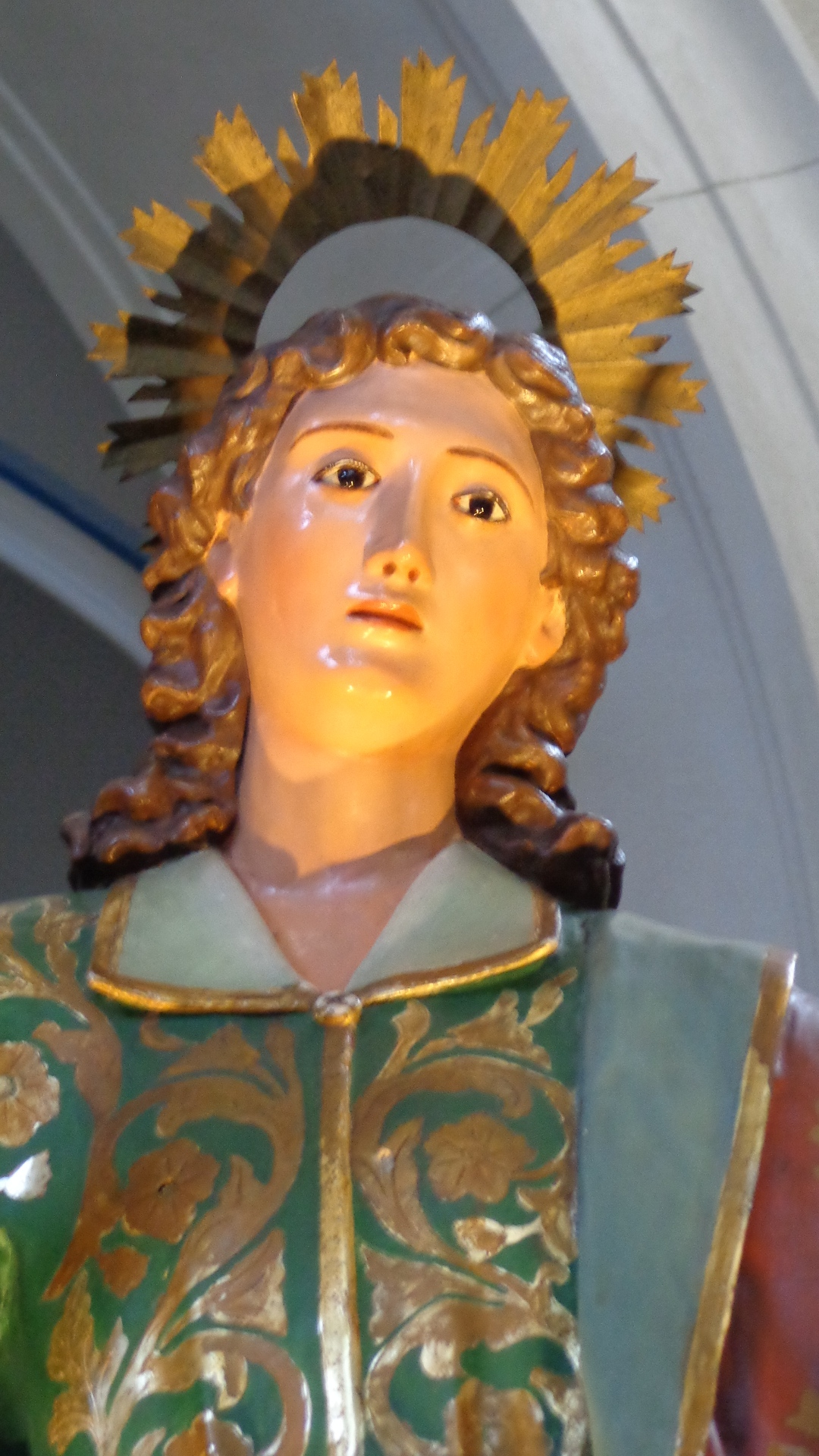
Simulacro di San Vito, dettaglio viso
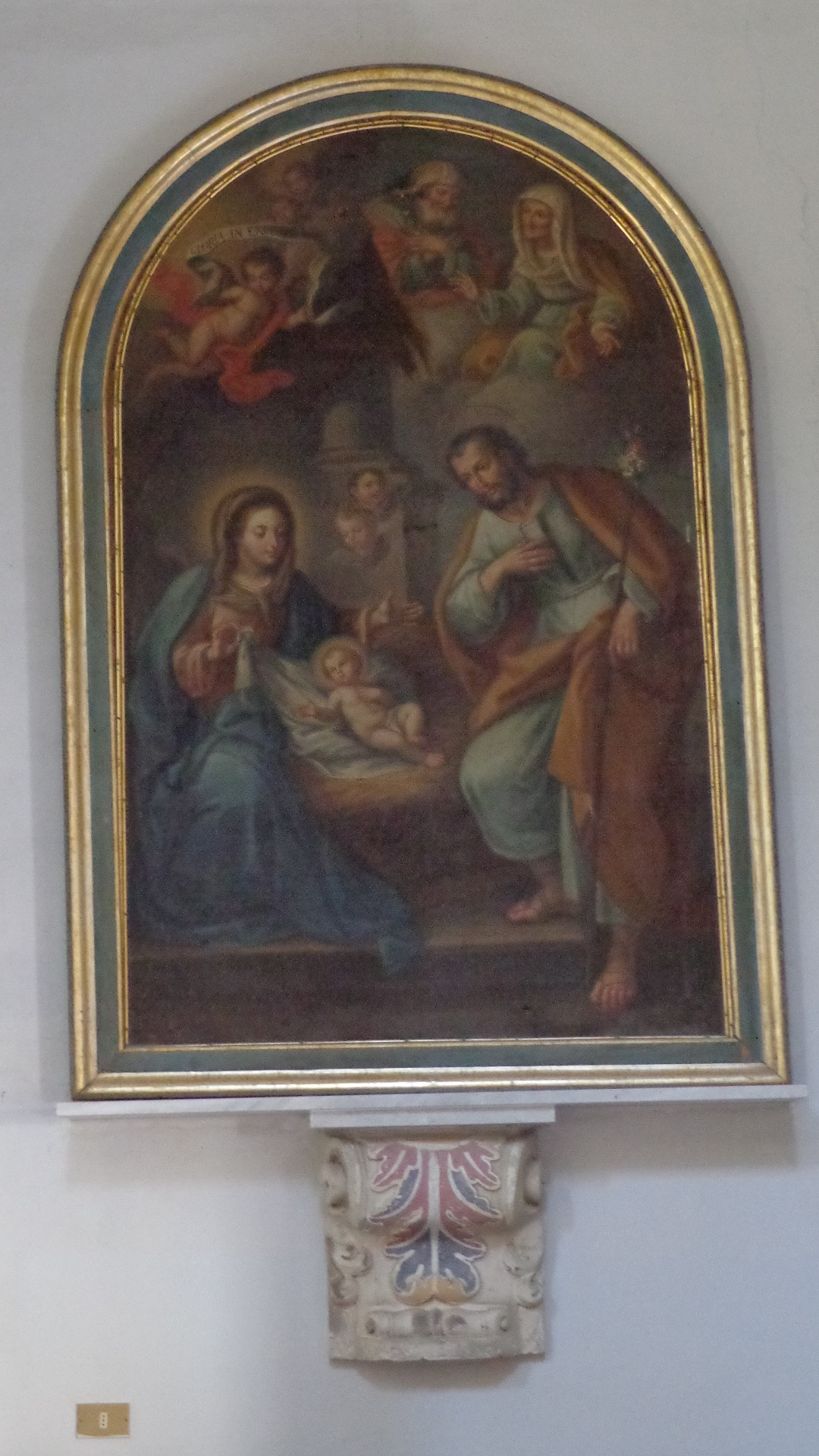
Quadro della Natività
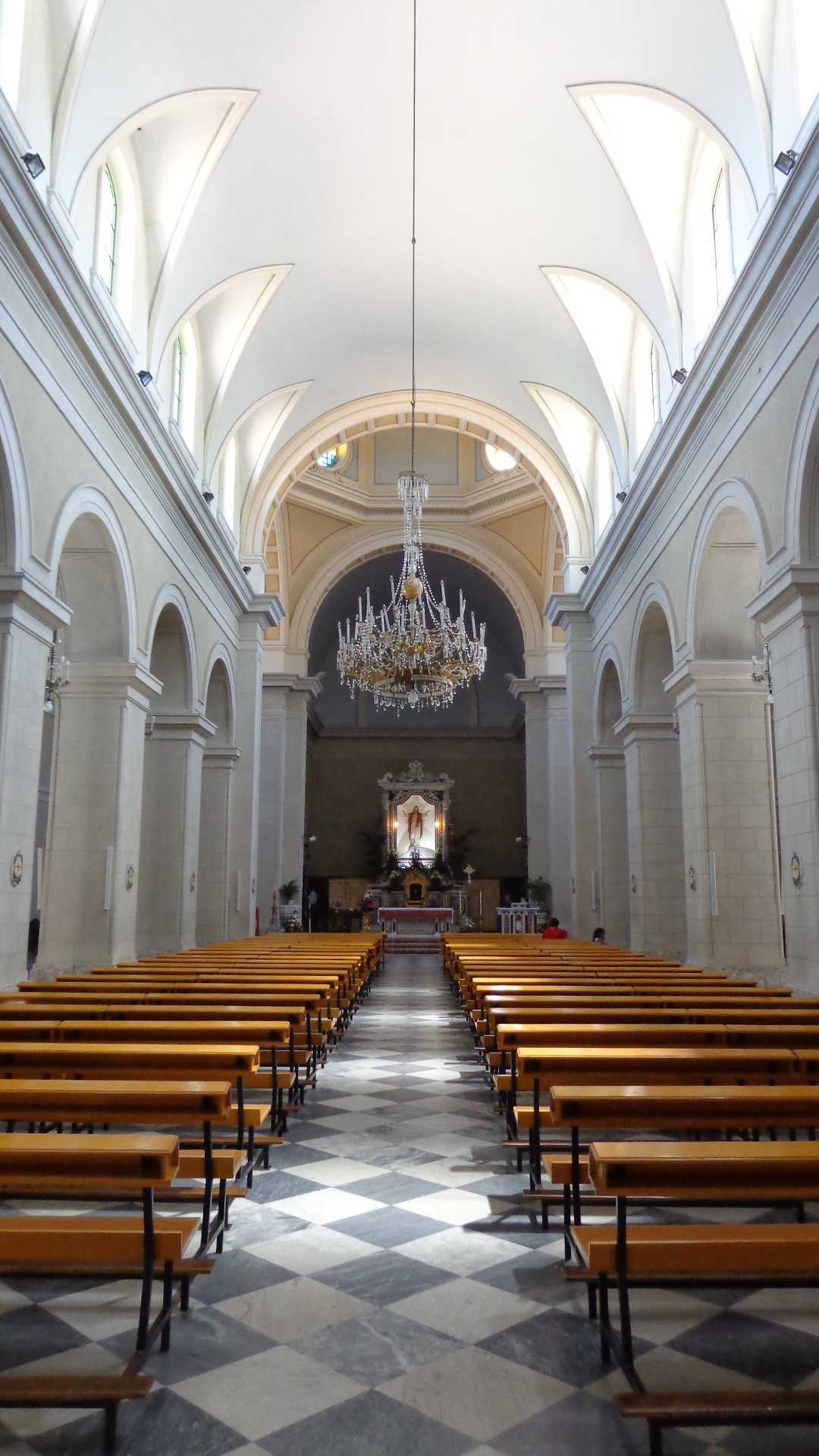
Navata centrale
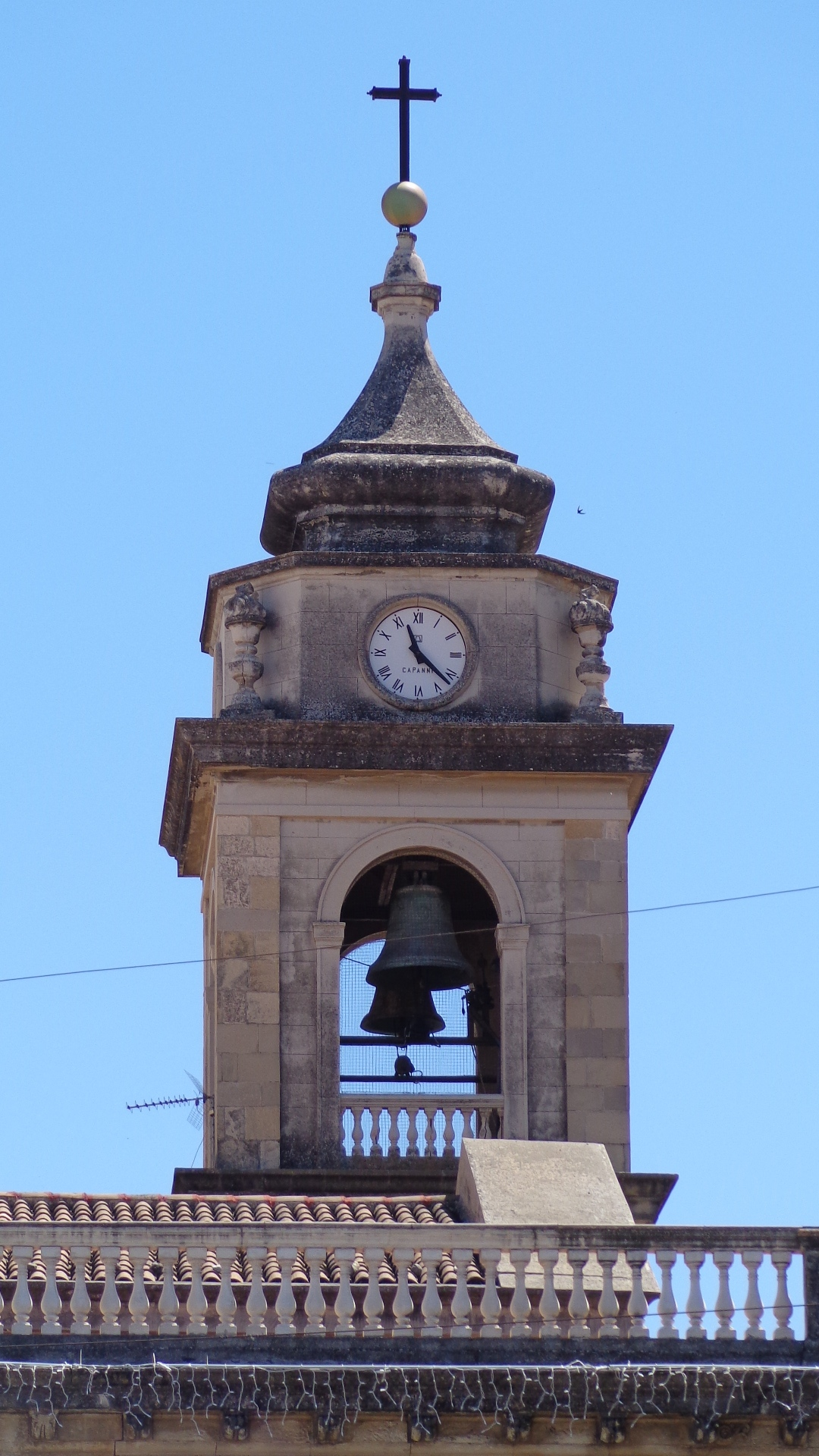
Campanile
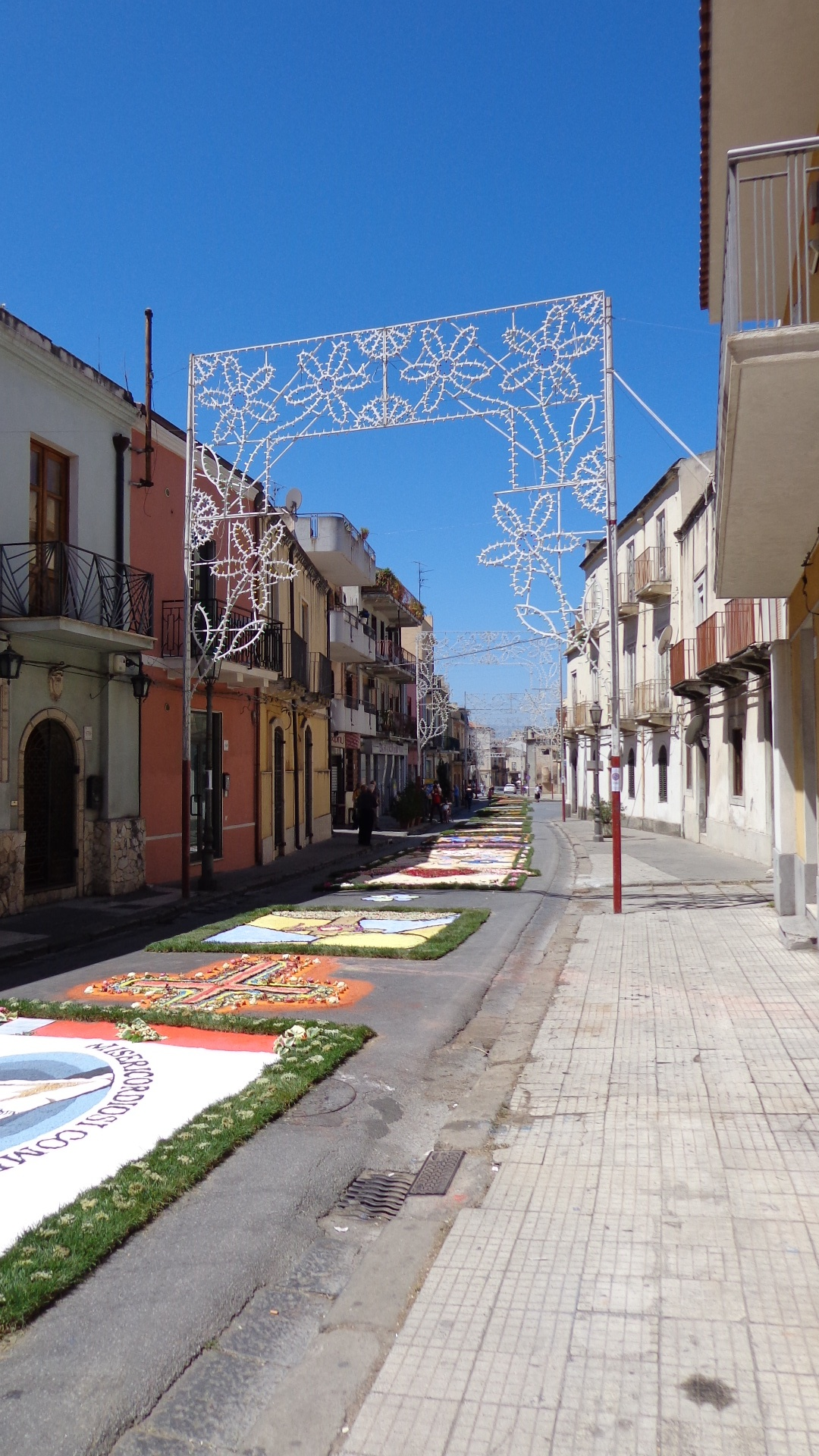
Infiorata 2016
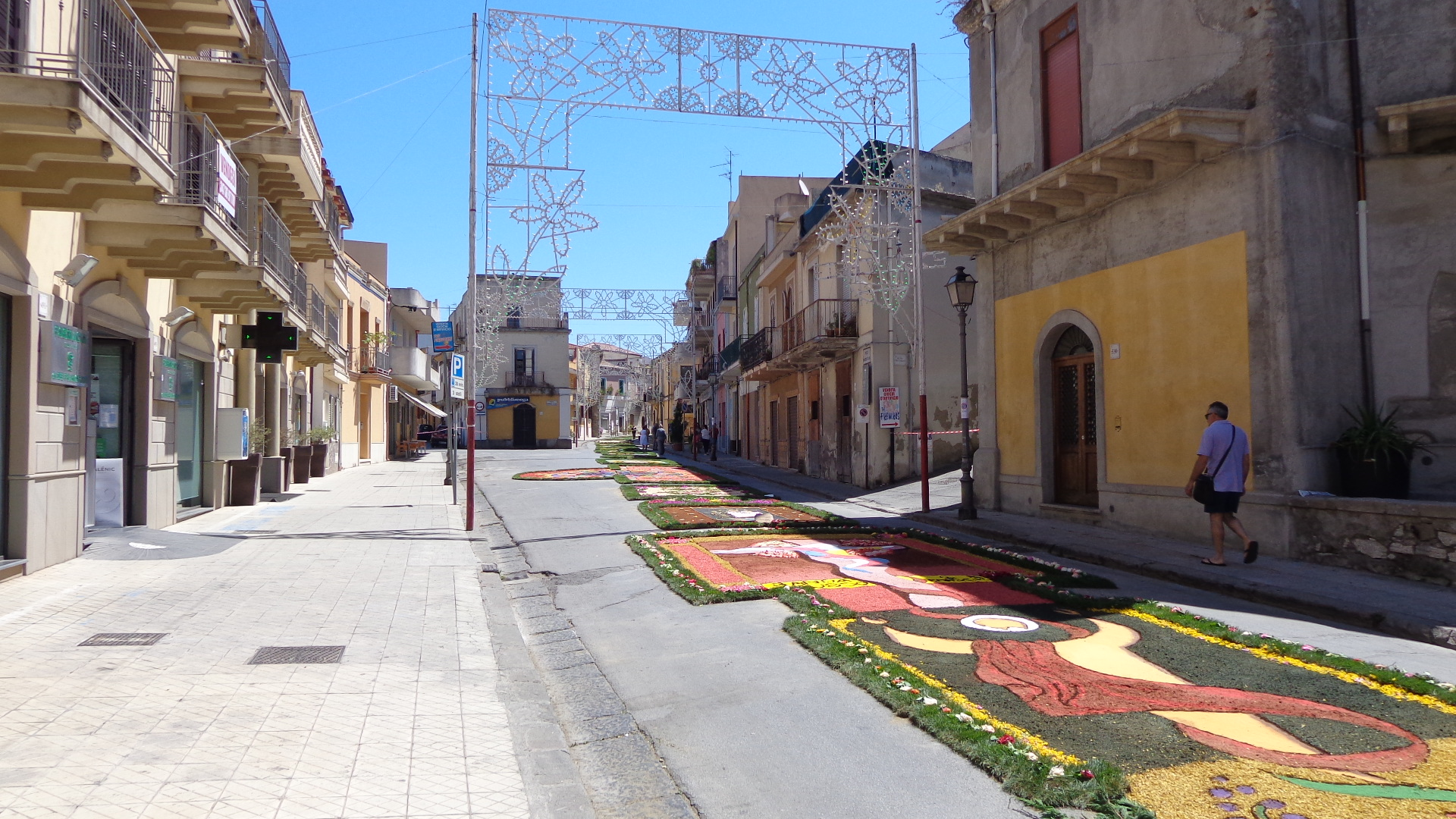
Infiorata 2016
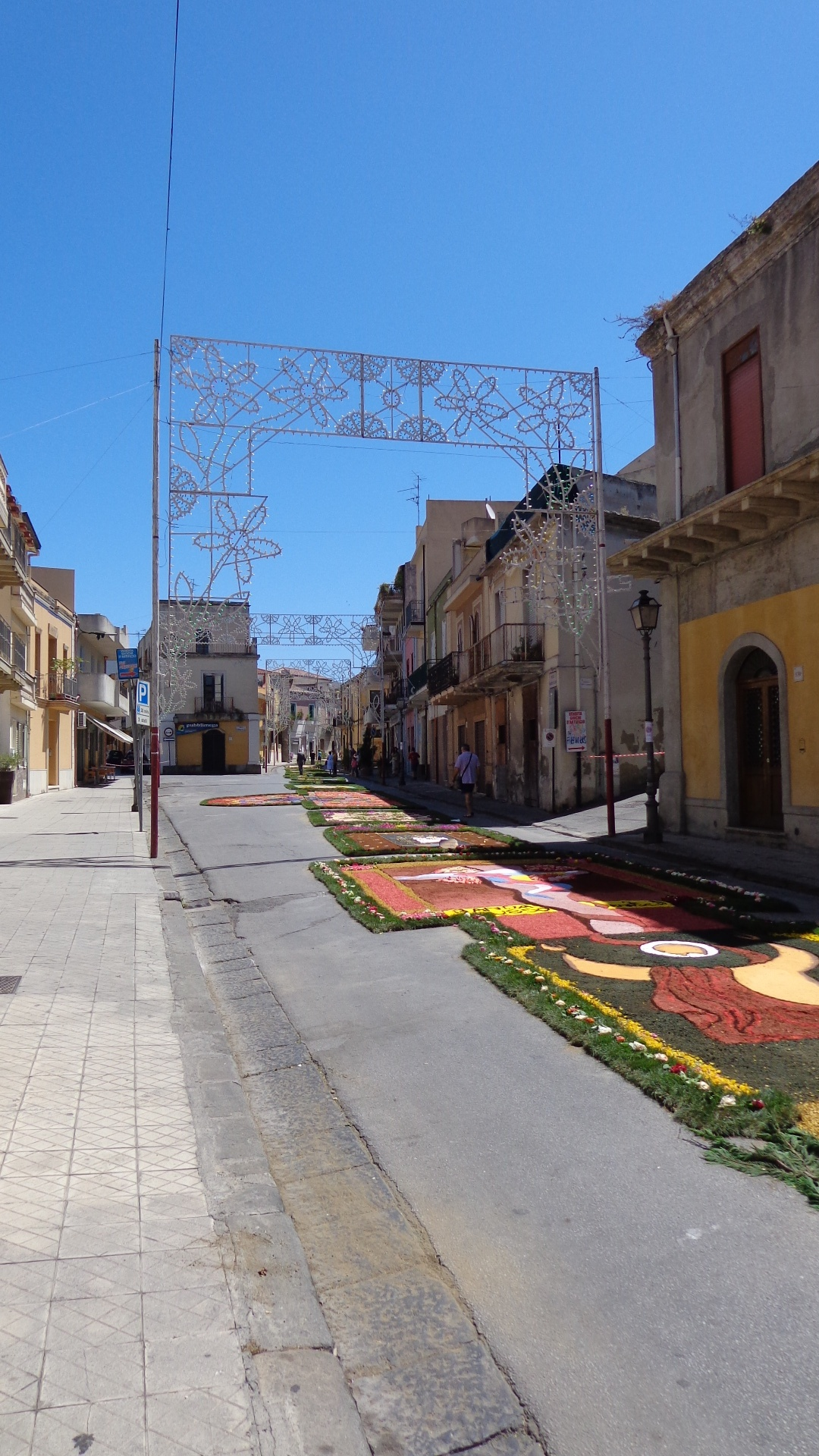
Infiorata 2016
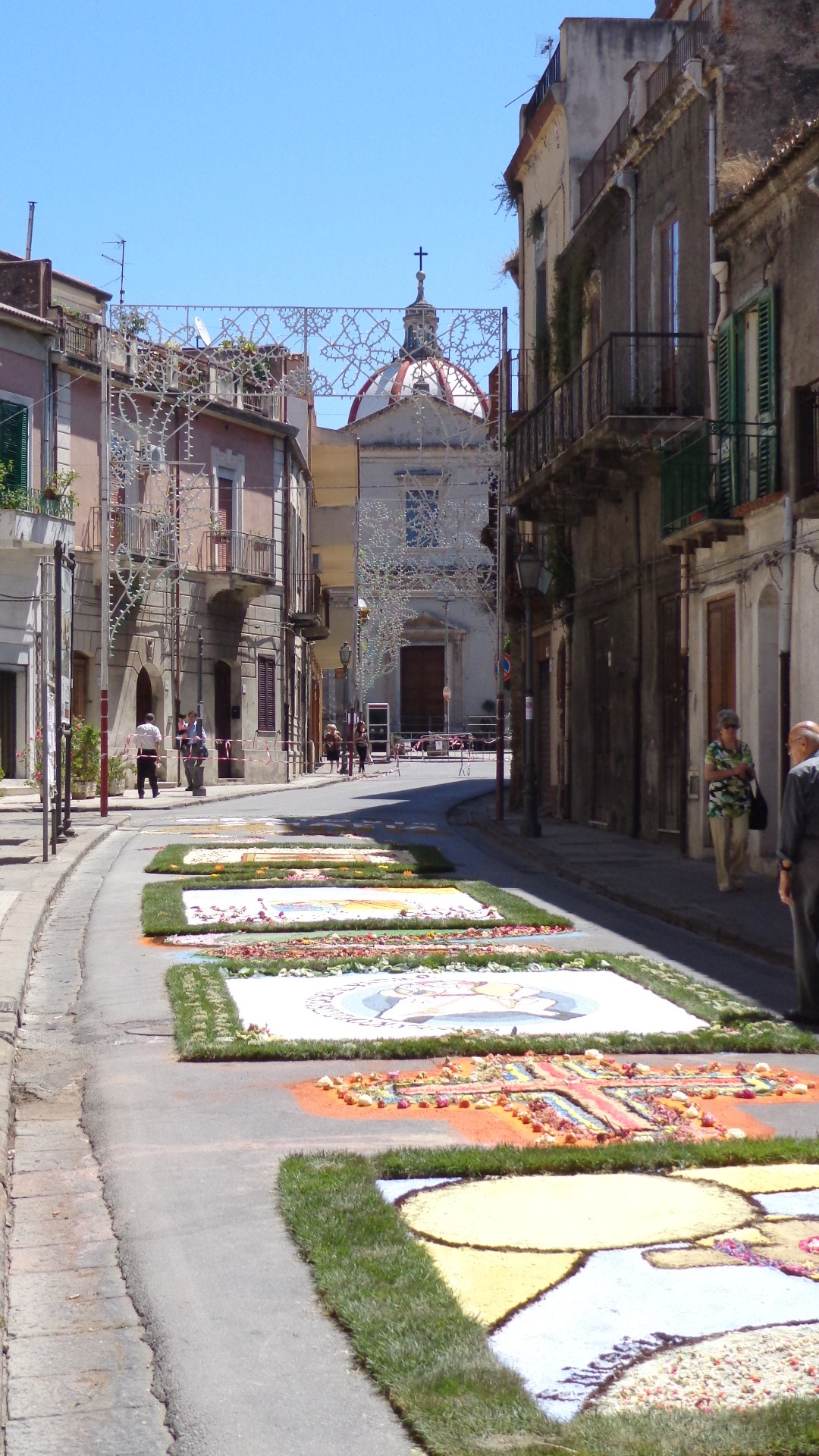
Infiorata 2016
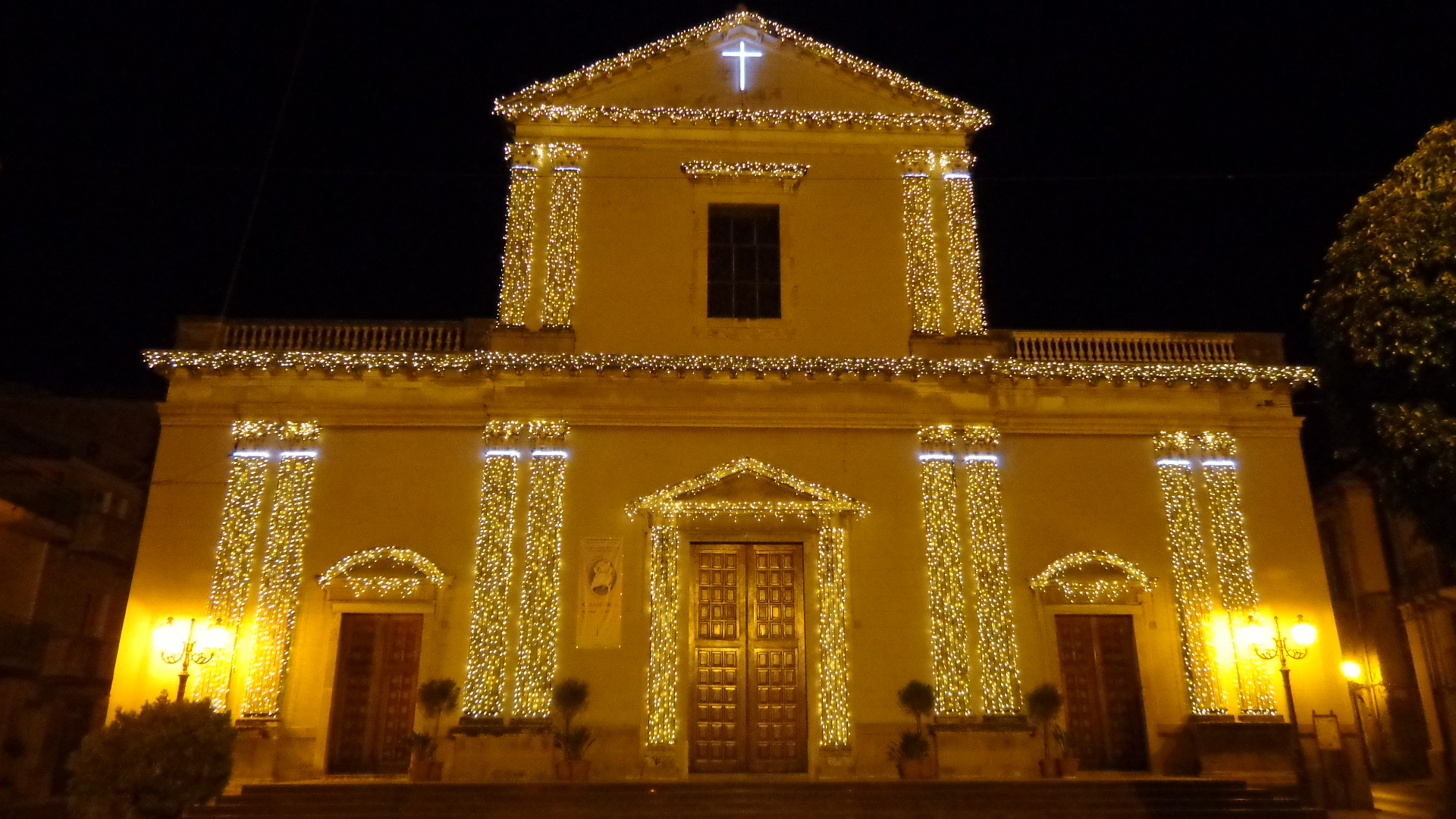
Luminarie 2016
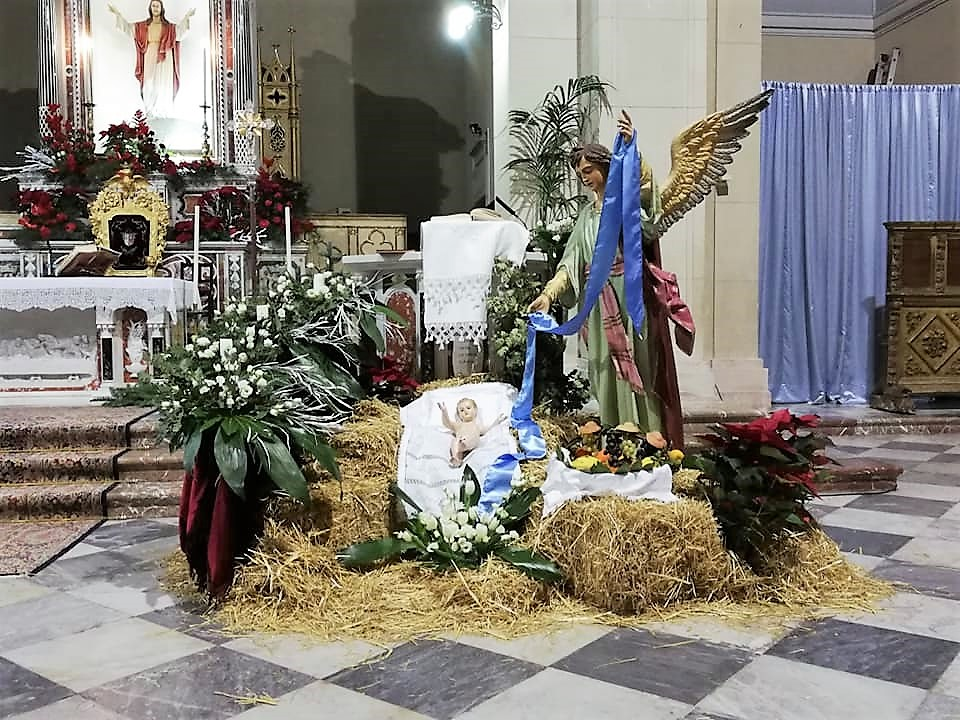
Natività 2018
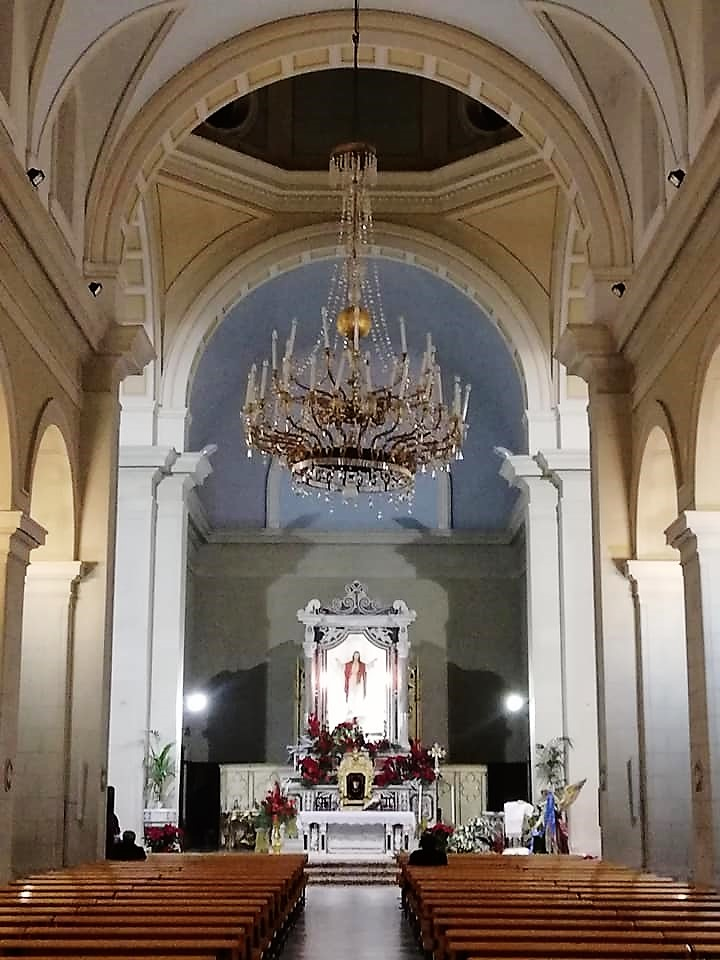
Presbiterio